# Закон Коновалова
Закони Коновалова (англ. Konowaloff's laws) — закони, що стосуються рівноваги рідина—газ в системах з необмеженою змішуваністю в рідкій фазі, названі на честь Д. Коновалова:
1. Газова фаза збагачується тим компонентом, додавання якого до системи викликає збільшення пружності пари над нею (тобто компонентом, що знижує температуру кипіння суміші).
2. Точці максимуму на кривій пружності пари відповідає мінімум на кривій температури кипіння i, навпаки, ці точки є точками азеотропів.